# 鎌田奈津美
鎌田 奈津美（かまた なつみ、1988年8月19日 - ）は、日本のグラビアアイドル、タレント、女優。アーティストボックスに所属していた。
兵庫県出身。小学館・週刊ヤングサンデー「ミスYS乙女学院'07」グランプリ受賞。以後、テレビ、ラジオ、映画、舞台等で活動するとともに、写真集や多くのイメージDVDを出版した。

## 来歴
2006年（平成18年）、神戸市三宮でスカウトされ、素人女子限定写真集『Be.GIRLS photobook vol.3』でメイングラビアを飾る。
2007年、「YS乙女学院」平成19年度1学期エントリーメンバーとなる。同年7月26日、グランプリを受賞し『週刊ヤングサンデー』第34号の表紙および巻頭グラビアを飾る。
2008年、京都の女子大を1年次を終えて退学し、芸能活動に専念。同年4月、オリジナル・ホラーDVD『本当は怖い童謡 VOL.1』にて、女優デビュー。同年6月、劇団元祖黒久1・1・1 旗揚げ公演「ふね」（舞台）に出演。
アーティストボックスの公式サイトに名前がなく、出演記録も止まっているため引退したものと思われる。

## 人物
- 愛犬は、ロングコートチワワの「ラウル」。名前の由来はスペインのサッカークラブ、レアル・マドリードに所属するラウル・ゴンサレス選手。
- 大福が好きで自身の公式ブログタイトル（『イチゴ大福ちゃうねん。鎌田奈津美やねん。』）にもなっている。他に好きな食べ物はグリーンカレーなどのタイ料理、嫌いな食べ物はシイタケとタケノコ[3]。
- 中学時代はバレー部に所属していた。
- 趣味はDVD鑑賞、カラオケ[4]。

### タイの反政府運動に巻き込まれたエピソード
2008年11月20日にグラビアの撮影のためタイに渡航、27日に帰国予定だった。しかし、タイの反政府団体・市民民主連合（PAD）がスワンナプーム国際空港を占拠、この影響で出国出来ない事態に陥る。数日間タイで足止めされ、12月1日に帰国した。

## 出演

### テレビドラマ
- ケータイ捜査官7（2008年4月 - 7月、テレビ東京） - 如月さやか 役
- 大魔神カノン（2010年、テレビ東京） - 鳩岡 役
- 土曜ワイド劇場・法医学教室の事件ファイル（2011年1月22日、テレビ朝日）
- ドラマ24・撮らないで下さい!!グラビアアイドル裏物語（2012年、テレビ東京） - カマタナツミ 役
- 連続テレビ小説・梅ちゃん先生（2012年6月25日、NHK総合） - 看護婦 役

### 映画（Vシネマ、DVD映画も含む）[7]
- 本当は怖い童謡 (2008年、監督：長江俊和、OV） - マキ 役
- スーパーモタード (2009年、監督：小林憲史、エースデュースエンタテインメント、） - 西山加奈子 役
- ヒロミくん！全国総番長への道（2010年、監督：宮坂武志、OV）
- ソフトボーイ（2010年、監督：豊島圭介、東映） - ヤシマ 役
- ガチバン　MAX （2010年、監督： 元木隆史） - 淡路法子 役
- ガチバン　MAX 2 (2010年、監督： 元木隆史） - 淡路法子 役
- 名前のない女たち（2010年、監督：佐藤寿保） - 春奈 役
- ドラマ版　ふたりエッチ (2011年、監督：高橋巖・廣田幹夫・清水厚、Ustream配信） - 小野田淳 役
- ハードライフ 紫の青春・恋と喧嘩と特攻服（2011年、監督：関顕嗣） - 由実 役
- COOL BLUE (2011年、監督：GENJI）
- 銀座並木通り クラブアンダルシア（2014年、監督：和田秀樹） - 美佐江 役

### テレビ
- 麒麟の部屋 （2007年8月、毎日放送） - ゲスト
- グラビアの美少女 #410 （2008年2月、MONDO21）
- Love + IDOL #64（MONDO21）
- なるトモ! （2008年5月26日、読売テレビ） - ゲスト
- プライスバラエティナンボDEなんぼ （2008年5月31日、関西テレビ） - ゲスト
- アナCAN （2009年3月13日、TBS）
- ぜひもの （2009年4月 - 2011年10月、BS朝日） - MC
- アンタッチャブルのマキマキでやってみよう!! （2009年5月、ABCテレビ） - マンスリーアイドル
- ゴッドタン （2009年6月18日、テレビ東京）
- M+Seg（エムセグ）（2009年6月14日、21日、ABC） - リポーター
- 世界水泳ローマ2009（2009年7月 - 8月、BS朝日） - キャスター
- アリケン（2009年11月28日、テレビ東京）
- 悩殺×女神 #173、#197（2010年2月28日・8月15日、MONDO21）
- ランキンくえすと （2010年5月31日 - 6月3日、関西テレビ） - ゲスト
- ワケありバンジー（2010年、サンテレビ・三重テレビ・KBS京都 他） - バンジーエンジェル
- カキューン!! 思春期こじらせバラエティ 青春カタルシス （2011年5月5日・12日・19日、関西テレビ） - 再現映像ゲスト
- ぷ知蔵 （2011年12月18日・2012年1月3日・5月13日・7月31日、BS朝日）
- 女神降臨 #32（2011年12月11日、MONDO TV）

### ラジオ
- kankiss.jp〜関西にキッスしよ!〜（2007年7月、Kiss-FM KOBE） - ゲスト
- ラジオでんでんタウン（2007年8月 - 2008年5月、ラジオ大阪「街角ステーション 僕らのラジオ」内）- 月曜2代目（2007年） - パーソナリティ
- 志村けんのFIRST STAGE〜はじめの一歩〜（JFN） - ゲスト

### 舞台
- 劇団元祖黒久1・1・1 旗揚げ公演「ふね」（2008年6月、脚本・主演：黒田有） - ヒロイン・真美 役
- 刻め、我ガ肌ニ君ノ息吹ヲ（2009年7月23日-26日 アイピット目白） - ヒロイン・シズカ役
- ハーフライン・エンタテインメント「テネシーワルツ 人類最後のおさかな?…」（2012年2月28日 - 3月4日、キンケロシアター）
- スカルプDプレゼンツ「旅立ち〜足寄より〜」（2012年7月30日 - 8月3日、草月ホール）

### インターネット
- アメーバ番長（2007年5月、原宿アメブロ放送局） - ゲスト
- BOMB発 完全無料型アイドルポータルサイト! Bibus
- The Break〜アメリカ村アイドル（2007年7月、アメリカ村TV） - ゲスト
- ハイキングウォーキングのアイドル★チェキ！（2008年10月1日、GyaOジョッキー） - ゲスト
- Ustream配信ドラマ「東京思春期」シリーズ『ドラマ版ふたりエッチ』（2011年）

### 携帯サイト
- アイドルがイッパイ （アイパイ）
- 携帯オリジナルドラマ【萌え(モエ)恐怖(コワ)】※ 撮影・完成から1年間封印されていた、いわくつきの作品

## 作品

### イメージDVD
- 鎌田奈津美 日本一の乙女!なっちゃん（2007年11月22日、リバプール）
- めっちゃ!鎌田奈津美（2008年2月29日、アクアハウス）
- もっと!鎌田奈津美（2008年6月20日、竹書房）
- ぎゅっと!鎌田奈津美（2008年9月20日、ラインコミュニケーションズ）
- ナツミニッツ（2009年3月27日、竹書房）
- ナツミラクル（2009年9月18日、イーネットフロンティア[8]）
- sabra SUPER EXTRA DVD 91 (sabra 2009年10月号付録、小学館）
- ホッとしてナツミ（2009年11月20日、彩文館出版）
- かまなつ姉妹 （2010年6月25日、ジーオーティー）
- Summer Festa （2010年9月22日、トリコ）
- SWINUTION（2010年12月22日、トリコ）
- d-BOMB 恋するカマナツ（2011年7月20日、学研パブリッシング）
- ナツ素材（2011年10月28日、グラッソ）
- ナツぷりん（2012年8月31日、グラッソ）

### 写真集
- Be.GIRLS photobook vol.3（2006年12月、ワークスジャパン）ISBN 4901806548
- めっちゃ!鎌田奈津美（2008年2月、アクアハウス、撮影：中山雅文）ISBN 4860461126 - タレントデビュー後初写真集
- ナツミニッツ（2009年3月、竹書房、撮影：樂滿直城）ISBN 4812437792